# Parisus paterculus
Parisus paterculus är en tvåvingeart som beskrevs av Walker 1852. Parisus paterculus ingår i släktet Parisus och familjen svävflugor. Inga underarter finns listade i Catalogue of Life.